# Daniel Rocamora
Daniel Rocamora Blázquez (Sabadell, 27 de mayo de 1988) es un voleibolista español. Juega de opuesto en el SK Posojilnica Aich/Dob de Austria.

## Carrera
Rocamora comenzó su carrera en su tierra natal, Sabadell, con tan sólo 9 años en la cantera del CNS Sabadell.
A los 14 años, gracias al que era su entrenador en aquel momento, Zoran Nikolovski, dio el salto al voleibol de alto rendimiento, siendo parte íntegra de la Selección Autonómica de Cataluña. Estando un año y medio en la concentración permanente, logró quedar en segunda posición con su equipo en el Campeonato de Selecciones Autonómicas de España.
Cabe señalar que en sus inicios comenzó en el rol de central, y no es hasta el año 2004 cuando, fichado por el equipo de Tarragona, Sant Pere i Sant Pau, formando parte del equipo juvenil y en ocasiones del sénior, comienza a dar sus primeras pinceladas como opuesto.
Al año siguiente, formó parte del equipo Club Voleibol Roca, con el que definitivamente adquirió el rol de opuesto y consiguió ser Subcampeón Júnior.
En la temporada 2006-07, ficha por el Club Voleibol Andorra TX, compitiendo en liga F.E.V., y consiguiendo el ascenso a Superliga 2.
Desde Andorra se trasladó en 2007, al filial del Club Voleibol Almería, Unicaja Almería Cañada de Vera, en Superliga 2, siendo parte también en entrenamientos del primer equipo.
Tras su paso por el club almeriense, en el que estuvo 2 años, quedando este último Subcampeones de la Copa Príncipe, da el gran salto para la próxima temporada a la máxima competición masculina de voleibol, Superliga.
Pasa a formar parte del CAI Voleibol Teruel para la temporada 2009-10 en el que no tiene la titularidad, pero goza de cierto protagonismo durante el campeonato, y se da a conocer como una de las jóvenes promesas del voleibol español. Gracias también a que el CAI Voleibol Teruel competía en Champions League, el opuesto tuvo la oportunidad de disputar como titular uno de los partidos contra Skra Bełchatów en Polonia, llegando a ser el máximo anotador. Esa temporada logró también hacerse con dos de los títulos más importantes, la Supercopa y la Superliga.
Durante las temporadas 2010-11 y 2011-12, estuvo militando en las filas del equipo soriano CD Numancia Soria como titular. Logró dos clasificaciones para la Copa del Rey, quedando Subcampeón en una de ellas, y clasificar para los Playoffs ambas temporadas.
En 2012 abandona Soria nombrado MVP de la liga regular, para dejar España y comenzar su carrera en el extranjero. Ficha en la liga italiana por el Tonno Callipo Vibo Valentia, equipo que militaba en el máximo campeonato de Italia, A1. Consiguió clasificar para la Copa de Italia.
En la temporada 2013-14, pasa al RWE Volleys Bottrop, y por razones ajenas al jugador, se ve obligado a abandonar la bundesliga, y termina volviendo a España, al Club Voleibol Almería. Realiza una buena temporada haciéndose con la Copa del Rey, y luchando en la final por el título de Superliga, que acaba consiguiendo CAI Teruel.
Actualmente milita en la máxima categoría de la liga austríaca, en SK Posojilnica Aich/Dob, equipo que compite en Champions League.

## Selección nacional
Es integrante de la Selección Española Absoluta por primera vez en el año 2009, habiendo formado parte desde el año 2003 en categorías inferiores, para competir en los Juegos del Mediterráneo de Pescara (Italia), consiguiendo la Medalla de Plata. Desde ese año, ha sido parte del equipo nacional, consiguiendo quedar 2 veces segundo clasificado de la Liga Europea, correspondiente a los años 2010 y 2011, logrando en este último también clasificarse para el Preolímpico Europeo para los Juegos Olímpicos de Londres 2012.
Cuenta con más de 90 partidos con la Selección Española.